# Pieńki (powiat białostocki)
Pieńki – wieś w Polsce, położona w województwie podlaskim, w powiecie białostockim, w gminie Michałowo.
Wieś jest siedzibą sołectwa Pieńki w skład którego wchodzą: Pieńki i Kopce.
W latach 1975–1998 miejscowość należała administracyjnie do województwa białostockiego.
We wsi znajduje się mogiła cywilnych ofiar terroru z 1943. 
Wierni kościoła rzymskokatolickiego należą do parafii Opatrzności Bożej w Michałowie.
W skansenie w Wasilkowie (Podlaskie Muzeum Kultury Ludowej) znajduje się pochodząca z Pieniek "kamienna baba".